# すくみズ!
『すくみズ！』は、tugenekoによる日本の漫画。星海社のウェブコミック配信サイト『最前線』にて『4ページマンガ最前線「4PAGES」』枠で連載された。

## あらすじ
とある中学校に通うかっちん、くーちゃん、北原さんの3人は、水泳部の設立と顧問の担当を平戸先生に願い出る。しかしこの学校にはプールがなく、平戸先生は冗談交じりに「おまえらが1年間水着で過ごせたらプール増設を考えてやらんこともないかなぁ」と返す。これを真に受けた3人はスクール水着を着て職員室を再訪、結局勢いのままに部が設立されることになる。他の生徒の視線を受けながらも健気に水着で授業に出続ける3人に、それを見た上級生の大野城けやきも加わり、プールのない「水泳部」の学校生活が始まるのであった。

## 登場人物

### 水泳部員
宮若 かほ（みやわか かほ）
通称: かっちん
クラス: 1年1組
競泳タイプのスクール水着（arena社のARN-75Wがモデル）を着用。意思があまり強くなく、他2人に流される形で水着生活をともにしている。水着で過ごすのが恥ずかしく周囲の視線をよく気にしているが、水着の持参を忘れたときは下着の上にラップタオルを着用して授業に臨むなど、責任感は強い。もともと水泳教室に通っていて水泳好きであり、競技用の水着を着用することもある。大野城に付け回されたり、平戸先生に凝視されたりする苦労人である。
浦添 くるみ（うらそえ くるみ）
通称: くーちゃん
クラス: 1年3組
旧型のスクール水着を着用。物静かで感情を表に出さず、他の生徒とは敬語で話す。かっちんと北原さんが水泳部について話しているところに偶然居合わせ、流れで付き合うことにした。周囲からは他の2人に付き合ってあげている人と認識されているが、内心はその状況に興奮している露出狂であり、クラスの男子を性的に挑発するような行動を「偶然してしまった体で」自ら行っている。
北原 ひなた（きたはら ひなた）
通称: 北原さん
クラス: 1年3組
新型のスクール水着を着用。元気でおしゃべりな少女。カナヅチ。水泳部に入部して泳げるようになることを目指していたが、そもそもプールがなかったため部の設立を決意、一連のエピソードの発端となった。そのまま部長となり、勧誘活動を積極的に行うなど他の2人を日頃から引っ張っている。本人は水着で過ごすことをなんとも思っていない様子。
大野城 けやき（おおのじょう けやき）
通称: センパイ、ケヤッキー、けーセンパイ
クラス: 3年2組
かっちんと同じ競泳タイプの水着（arena社のARN-170Wがモデル）を着用。元々茶道部に所属していたが、勧誘活動中のかっちんを見て一目惚れし、引き留めようとした後輩を振り切って水泳部に転部。以降、かっちんを付け回したりスキンシップを執拗に迫ったりするようになる。

### 教員
平戸先生（ひらとせんせい）
かっちんが所属する1年1組の担任。水泳部の顧問を依頼されるも、プールがないことを知っているため、冗談のつもりで「おまえらが1年間水着で過ごせたらプール増設を考えてやらんこともないかなぁ」と返事。結局3人が真に受けてしまったため、返事をした手前仕方なく顧問となった。ほぼ無表情だが、スクール水着が見られることを内心喜んでおり、特に担任しているかっちんは事あるごとに鑑賞の標的にしている。物語終盤でもプール設立はできると思っていない旨の発言をしているが、水泳部員の熱意を評価し自らも学校側とプール設立について交渉した。
都城先生（みやしろせんせい）
くーちゃんと北原さんが所属する1年3組の担任。平戸先生から水着の話題を振られる度に冷たくあしらっている。怒らせると怖い。

## 書誌情報
- tugeneko 『すくみズ！』 星海社、全1巻
  1. 2013年7月10日発売、ISBN 978-4-06-369511-3